# Magic Number
『Magic Number』（マジック・ナンバー）は、日本のロックバンド・go!go!vanillasが2014年11月2日にGetting Betterから発売した、メジャーでは1枚目、通算で2枚目のフルアルバムである。

## 概要
ビクターエンターテイメント内のGetting Betterよりリリースされたgo!go!vanillasのメジャーデビューアルバム。2014年8月20日（=バニラの日）に新宿red clothにて行われたライブ『エマージェンシーパーティー』にて本作のリリースとメジャーデビューが発表された。
本作には新曲8曲とインディーズ時代のナンバー「オリエント」の新録バージョン、そして「ホラーショー」「エマ」が収録される。なおアルバムのジャケットは収録曲名から連想されるイラストとメンバーの写真を組み合わせた内容となっている。
本作は初回限定盤と通常盤の2形態でリリースされた。初回限定盤には前述のライブ『エマージェンシーパーティー』のライブ映像が全5曲収録された。
宮川怜也（ギター）が参加した最後のフルアルバムである。
CDには「マジックナンバー」と呼ばれる特典シリアルナンバーが付属しており、これを用いると、デモ音源「マジックトラック」（後のトロピカリア）の視聴や後述のライブツアー『Magic Number Tour 2014-2015』の先行予約等が可能だった。
今作を引っ提げたライブツアー『Magic Number Tour 2014-2015』が開催された。

## 収録内容

### CD
| 全作詞・作曲: 牧達弥、全編曲: go!go!vanillas。 |                                |        |            |       |
| #                                              | タイトル                       | 作詞   | 作曲・編曲 | 時間  |
| 1.                                             | 「セルバ」                     | 牧達弥 | 牧達弥     | 03:12 |
| 2.                                             | 「エマ」                       | 牧達弥 | 牧達弥     | 03:27 |
| 3.                                             | 「マジック」                   | 牧達弥 | 牧達弥     | 03:37 |
| 4.                                             | 「トワイライト」               | 牧達弥 | 牧達弥     | 04:38 |
| 5.                                             | 「オリエント」                 | 牧達弥 | 牧達弥     | 04:46 |
| 6.                                             | 「春眠」                       | 牧達弥 | 牧達弥     | 03:22 |
| 7.                                             | 「サマータイムブルー」         | 牧達弥 | 牧達弥     | 02:34 |
| 8.                                             | 「ドアー」                     | 牧達弥 | 牧達弥     | 02:28 |
| 9.                                             | 「ホラーショー」               | 牧達弥 | 牧達弥     | 03:18 |
| 10.                                            | 「ライクアマウンテン」         | 牧達弥 | 牧達弥     | 03:20 |
| 11.                                            | 「ティーンネイジャーズノイズ」 | 牧達弥 | 牧達弥     | 03:19 |
| 合計時間:                                      | 合計時間:                      | 38:07  |            |       |

### 初回限定盤付属DVD
| #  | タイトル                       | 作詞 | 作曲・編曲 | 時間  |
| -- | ------------------------------ | ---- | ---------- | ----- |
| 1. | 「アクロス ザ ユニバーシティ」 |      |            | 03:09 |
| 2. | 「ハイテンション」             |      |            | 03:22 |
| 3. | 「エマ」                       |      |            | 03:30 |
| 4. | 「人間讃歌」                   |      |            | 03:24 |
| 5. | 「オリエント」                 |      |            | 06:33 |

## 楽曲解説
1. セルバ
  - 歌詞に出てくる1989は牧の生まれ年。
2. エマ
  - TOWER RECORDS限定シングルの表題曲。
3. マジック
  - 今作のリード曲。
  - 宮川はこのアルバムでお気に入りの曲としてこの曲を挙げていて、「この曲は僕らの好きなルーツミュージックがたくさん詰まってるんです。イントロではケルト、Aメロはカントリー。で、ソロではロックンロールなフレーズを弾いたりして。」とコメントしている[8]。
4. トワイライト
  - ギターソロは牧が弾いている[9]。
  - ジェットセイヤはこのアルバムで好きな曲として、「ビートで新しい挑戦ができたのもあるし、あと歌詞が、初めて聴いた時、ぐっときました。地元では感じられない光の多さっていうか、東京の感じがして。上京したての気持ちを思い出すんです。」としてこの曲を挙げている[8]。
5. オリエント
  - 2000枚限定シングルの表題曲の再録バージョン。
  - 原曲からイントロが追加され、メロディーが一部変化している。
6. 春眠
  - 牧が初めてサビでファルセットを使った楽曲[9]。
  - 牧はこのアルバムで好きな曲としてこの曲を挙げていて、「昔から馴染みの男女のことをずっと歌ってるんですけど、そこに対して最後は、《隣り立つ人見て》って、その人のことかわからないようにしてるんです。だから最後は、《君》とは言わず、《人》にしましたね。それを感じてゾクッとしてもらえるといいですね。」とコメントしている[8]。
7. サマータイムブルー
8. ドアー
9. ホラーショー
  - 2000枚限定シングルの表題曲。
10. ライクアマウンテン
  - プリティはこのアルバムで好きな曲としてこの曲を挙げていて、「歌詞がストレートにぐっときたていうのと、1番シンプルだから印象が強い。曲が生まれる経緯にいろんな変遷があって。「ライクアマウンテン」がもともとは「マジック」の歌詞がつく予定だったんです。土壇場で牧が魔法みたいな曲を書いちゃって、それが「マジック」になった。で、「ライクアマウンテン」が、もう1回自分の生きる道を見つけるっていう曲になったのが、もう涙が出ますね。」とコメントしている[8]。
11. ティーンネイジャーズノイズ
  - ファンクラブ「go!go!CLUB」にて連載されているマネージャーブログのタイトルが「マネイジャーズノイズ」で、この曲のタイトルをもじったものになっている。

## 収録映像解説

### 初回限定盤付属DVD
「go!go!vanillas Tokyo Shinjuku red cloth 2014.8.20」
1. アクロス ザ ユニバーシティ
2. ハイテンション
3. エマ
4. 人間讃歌
5. オリエント

## 参加ミュージシャン
go!go!vanillas
- 牧達弥（ボーカル・ギター）
- 宮川怜也（ギター）
- 長谷川プリティ敬祐（ベース）
- ジェットセイヤ（ドラムス）

## タイアップ
| 使用年 | 曲名     | タイアップ                                            |
| ------ | -------- | ----------------------------------------------------- |
| 2014年 | マジック | 北海道テレビ『情報マルシェ!』11月度エンディングテーマ |
| 2014年 | マジック | 北海道テレビ『夢チカ18』11月度エンディングテーマ      |
| 2014年 | マジック | 千葉テレビ『シャキット!』11月度エンディングテーマ     |

## ヘビーローテーション/パワープレイ

### テレビ
| 放送年 | 曲名     | ヘビーローテーション/パワープレイ          |
| ------ | -------- | ------------------------------------------ |
| 2014年 | マジック | スペースシャワーTV 2014年11月度POWER PUSH! |
| 2014年 | マジック | MTV 2014年11月度HOT SEAT                   |
| 2014年 | マジック | MUSIC ON! TV 2014年11月度M-ON! Reccomend   |
| 2014年 | マジック | 長崎国際テレビ『AIR』11月度Catch up!       |

### ラジオ
| 放送年 | 曲名 | ヘビーローテーション/パワープレイ                         |
| ------ | ---- | --------------------------------------------------------- |
| 2014年 | エマ | FMyokohama『YOKOHAMA MUSIC AWARD』8月度エンディングテーマ |

## ライブ映像作品
シングル曲については各作品の項目を参照
セルバ
- Kameleon Lights（完全限定生産盤）
- PANDORA（完全限定生産盤）
- FLOWERS（完全限定生産盤）

マジック
- カウンターアクション（完全限定生産盤）
- Kameleon Lights（完全限定生産盤）
- THE WORLD（完全限定生産盤）
- 鏡 e.p.（完全限定生産盤）
- 1st LIVE FILM -AMAZING BUDOKAN 2020-
- 青いの。（完全限定生産盤）
- LIVE FILM -My Favorite Things-
- LIVE FILM「東京 Lab. ストーリー」2024.11.10 両国国技館
- SCARY MONSTERS EP

トワイライト
- カウンターアクション（完全限定生産盤）

サマータイムブルー
- カウンターアクション（完全限定生産盤）

ライクアマウンテン
- Kameleon Lights（完全限定生産盤）
- LIVE FILM「東京 Lab. ストーリー」2024.11.10 両国国技館

ティーンネイジャーズノイズ
- Kameleon Lights（完全限定生産盤）